# Walckenaeria aksoyi
Walckenaeria aksoyi là một loài nhện trong họ Linyphiidae.
Loài này thuộc chi Walckenaeria. Walckenaeria aksoyi được miêu tả năm 2008 bởi Seyyar, Demir & Türkes.